# Supernova (cómic)
Supernova, también conocido como Nova Omega y Garthan Saal, es un personaje ficticio que aparece en los cómics estadounidenses publicados por Marvel Comics. Apareció por primera vez como antagonista en Avengers vol 1 # 301 en 1988.
Peter Serafinowicz interpreta a Denarian Garthan Saal, un oficial de Nova Corps en la película de Guardianes de la Galaxia.

## Historial de publicaciones
Supernova apareció por primera vez como el principal antagonista en Avengers vol 1 # 301-303. Más tarde regresó en New Warriors vol 1 y Nova vol 4.

## Biografía del personaje ficticio
Garthaan Saal, miembro del Xandarian Nova Corps, fue uno de los pocos xandarianos que sobrevivió a la destrucción de Xandar a manos de Nebula, la pirata espacial.
Garthaan Saal contenía el poder de todo el Cuerpo Nova dentro de su cuerpo, lo que lo aumentó al tamaño de un gigante y lo volvió loco. El deseo de venganza de Supernova contra Nebula lo llevó en una búsqueda para rastrearla y exigir su venganza. Había oído que Nebula había sido recientemente miembro de los Vengadores (en realidad, esta era una contraparte temporal del amor perdido de Kang, Ravonna, quien asumió el disfraz de Nebula).
Supernova atacó primero al Vengador Starfox (otro pariente supuesto de Nebula) en el espacio que condujo a un enfrentamiento entre Supernova y las fuerzas combinadas de los Vengadores, los Cuatro Fantásticos y el también sobreviviente Xandarian, Firelord (un antiguo heraldo de Galactus). Supernova solo fue derrotado engañándolo en la corriente temporal para encontrar a la mujer que él creía que era Nebula, ya que se había perdido en la corriente temporal durante un encuentro anterior con los Vengadores.
Años más tarde, Garthan Saal regresó del flujo del tiempo aún más enloquecido. Se había dado cuenta de que había una pequeña porción del poder Xandarian Nova Corps que todavía estaba alojado dentro del terrateniente Richard Rider (Nova), un exmiembro del Xandarian Nova Corps y en ese momento un miembro de los Nuevos Guerreros. Supernova vino a la tierra y agotó a Nova de todos sus poderes, lo que efectivamente lo mató (arruinando su cita con Laura Dunham). Richard resucitó gracias a otro Xandarian sobreviviente (y antiguo heraldo de Galactus) llamado Air-Walker. Air-Walker y Firelord se unieron a Nova y los Nuevos Guerreros en una batalla en el espacio con Supernova. Durante la batalla, Supernova intentó drenar a Richard Rider impotente otra vez, pero esto llevó a que Richard tuviera el control total de la Fuerza Nova. Sus amigos convencieron a Nova de que renunciara al poder y lo usara para reiniciar la mente del mundo Xandarian (una red que sirve como un depósito de todo el conocimiento, la cultura y el poder xandarianos). Habiendo hecho esto, la mente del mundo resucitó la raza xandaria y Nova Corps renació. A Nova se le dio más poder pero eventualmente se le quitó el poder otra vez, en ese momento Garthaan Saal se convirtió en Nova asignado para la Tierra y tomó el nombre de Nova Omega. Su nombramiento causó una gran fricción entre él y destituido por Richard Rider. Garthan comenzó a rastrear a Volx, la reina (y madre) de los Espectros Directos. Volx asesinó a Garthan, quien devolvió la fuerza Nova a Richard Rider.
Malik Tarcel, Nova Prime temporal durante la segunda Guerra Kree-Shi'ar, fue capturado por las fuerzas Shi'ar y torturado. Después de que la tortura terminó, un hombre que decía ser Garthan Saal llegó para rescatarlo.

## Supernovas
Había una unidad de operaciones negra del Nova Corps llamada Supernovas. También fueron llamados Black Novas porque sus cascos eran negros en lugar de oro.
Durante la historia del pecado original, Sam Alexander supo por el ojo del asesinado Uatu el Vigilante que su membresía consistía en ladrones y asesinos.

### Miembros
- Adomox - Líder de los Supernovas.[5]
- Jesse Alexander - Miembro de los Supernovas y el padre de Sam Alexander. Anteriormente fue un prisionero de los Chitauri.[4] Se escapó con una pandilla de compañeros de prisión y finalmente se encontró con su hijo.
- Mister Z'zz - Miembro de los Supernovas.[4] Fue asesinado por el Chitauri.[6]
- Phlish - Miembro de los Supernovas.[4] Fue asesinado por el Chitauri.[6]
- Sam Alexander - formó parte de los Supernovas hasta que descubrió sus verdaderas intenciones.[4]
- Titus - un alienígena tigre blanco que es miembro de los Supernovas.[4] Fue asesinado por Sam Alexander cuando activó el Ultimate Nulificador.[7]

## En otros medios

### Película
- Saal aparece en la película de 2014, Guardianes de la Galaxia por el actor británico Peter Serafinowicz.[8][9] En la película, tiene el rango de Denarian e informa a Nova Prime Rael de la captura de Gamora. Saal no está corrupto con el poder como su contraparte en el cómic, pero es severo y justo con su posición. Actúa como comandante de la flota de combate de los Nova Corps, coordinando con Rocket y los Ravagers para proteger la evacuación de Xandar y detener la nave de Ronan, el Dark Aster, mientras el resto de los Guardianes sube a bordo. Él es asesinado después de que Ronan usa la Gema Infinita para romper el Dark Aster a través del escudo que Nova Corps había creado.